# 塔利河
塔利河（英語：Tully River）是澳大利亚昆士兰州食火雞海岸區的一条河流，以1875到1889年间的昆士兰州测绘局长William Alcock Tully命名。